# ГЕС Дайвоес
ГЕС Дайвоес (фр. Barragem do Daivoes) — гідроелектростанція, на півночі Португалії на річці Тамега, що починається на території Іспанії та тече у південному напрямку до впадіння праворуч у Дору (найбільша за сточищем річка на північному заході Піренейського півострова, що досягає Атлантичного океану біля Порту).
Введено в експлуатацію в липні 2022 року
Особливістю проекту є його реалізація іспанською енергетичною компанією Iberdrola, тоді як до цього розвитком гідроелектроенергетики в Португалії займалась практично виключно місцева Compahia Portuguesa de Producao de Electricidade. Станція становить другий ступінь у каскаді на Темезі, знаходячись нижче від ГЕС Альто Тамега, яку так само зводить Iberdrola.
Наприкінці 2016 року інвестор уклав угоду з консорціумом, який очолює компанія Ferrovial Agroman, на виконання основних будівельних робіт по проекту, що включають бетонну арково-гравітаційну греблю висотою 77,5 метра та довжиною 264 метри і напівзаглиблений машинний зал біля її підніжжя. Гребля утримує водосховище, витягнуте по долині річки на 16,5 км при максимальній ширині 0,8 км, що матиме площу поверхні 3,4 км2 та об'єм 56 млн м3 (корисний об'єм 24 млн м3).
За 2,2 км нижче від машинного залу на Тамезі зведено греблю нижнього балансуючого резервуару, яка має висоту 10,5 метра та довжину 71 метр.
Машинний зал обладнано двома турбінами типу Френсіс потужністю по 57 МВт, які працюють при напорі в 60 метрів. Крім того, встановлять одну допоміжну турбіну потужністю 4 МВт, призначену для підтримки природної течії річки.
Водосховище ГЕС Дайвоес виконуватиме роль нижнього резервуару для найпотужнішої станції проекту — ГЕС-ГАЕС Говайнш, а в перспективі і для ще однієї ГАЕС Падроселос.